# Sankt-Johannis-Kirche (Dobis)

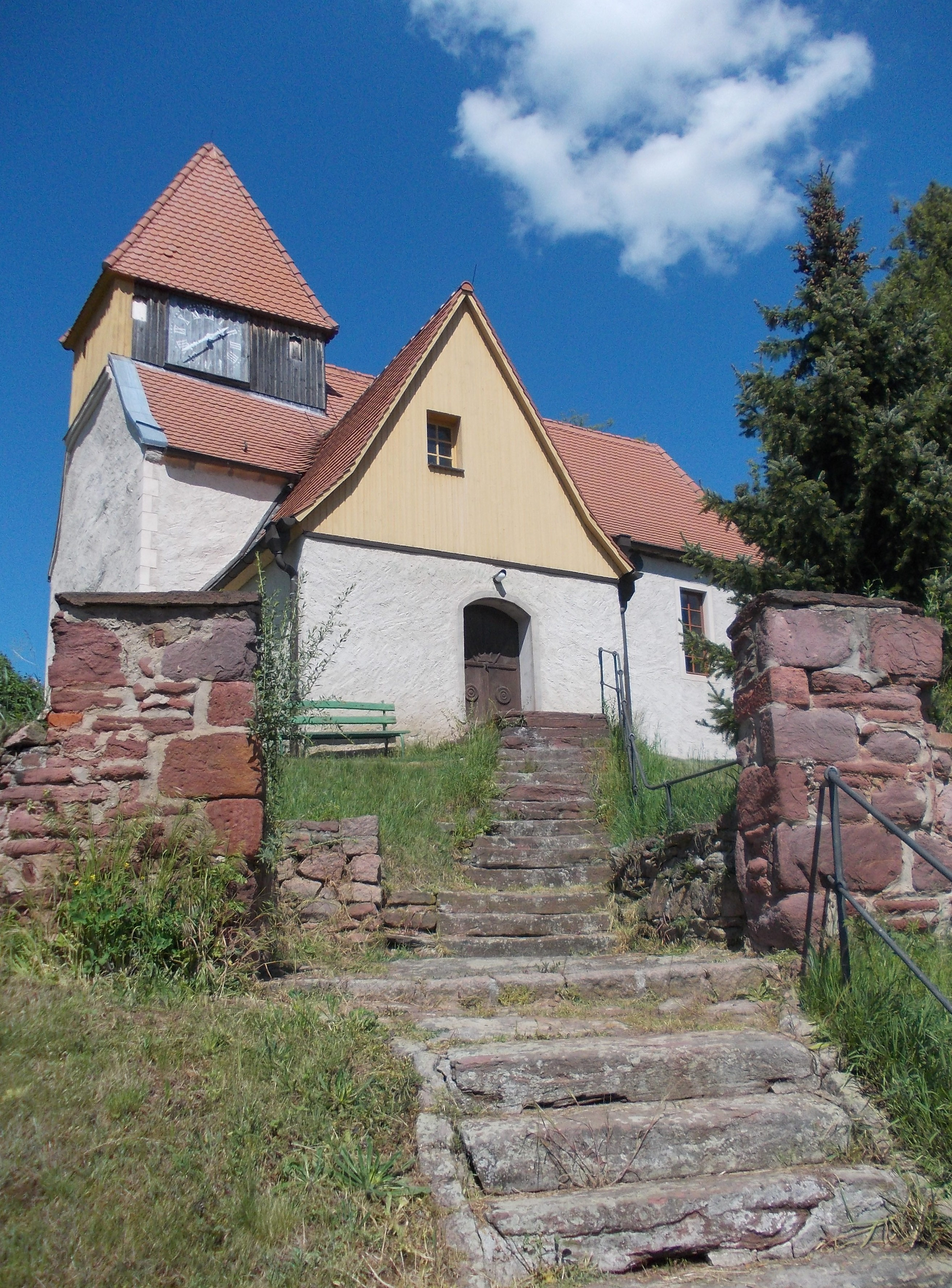
Sankt-Johannis-Kirche in Dobis, 2014

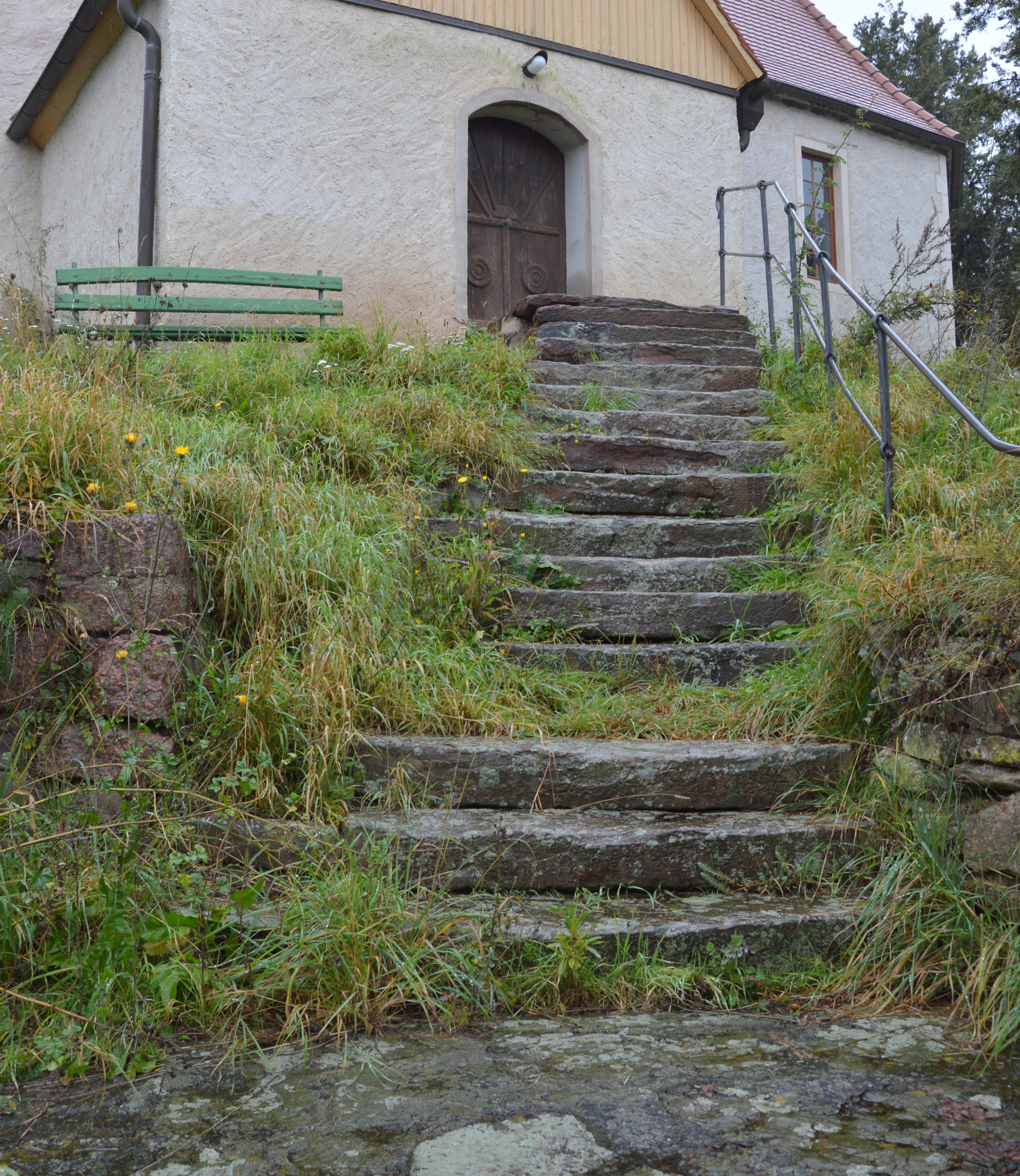
Treppe zur Kirche

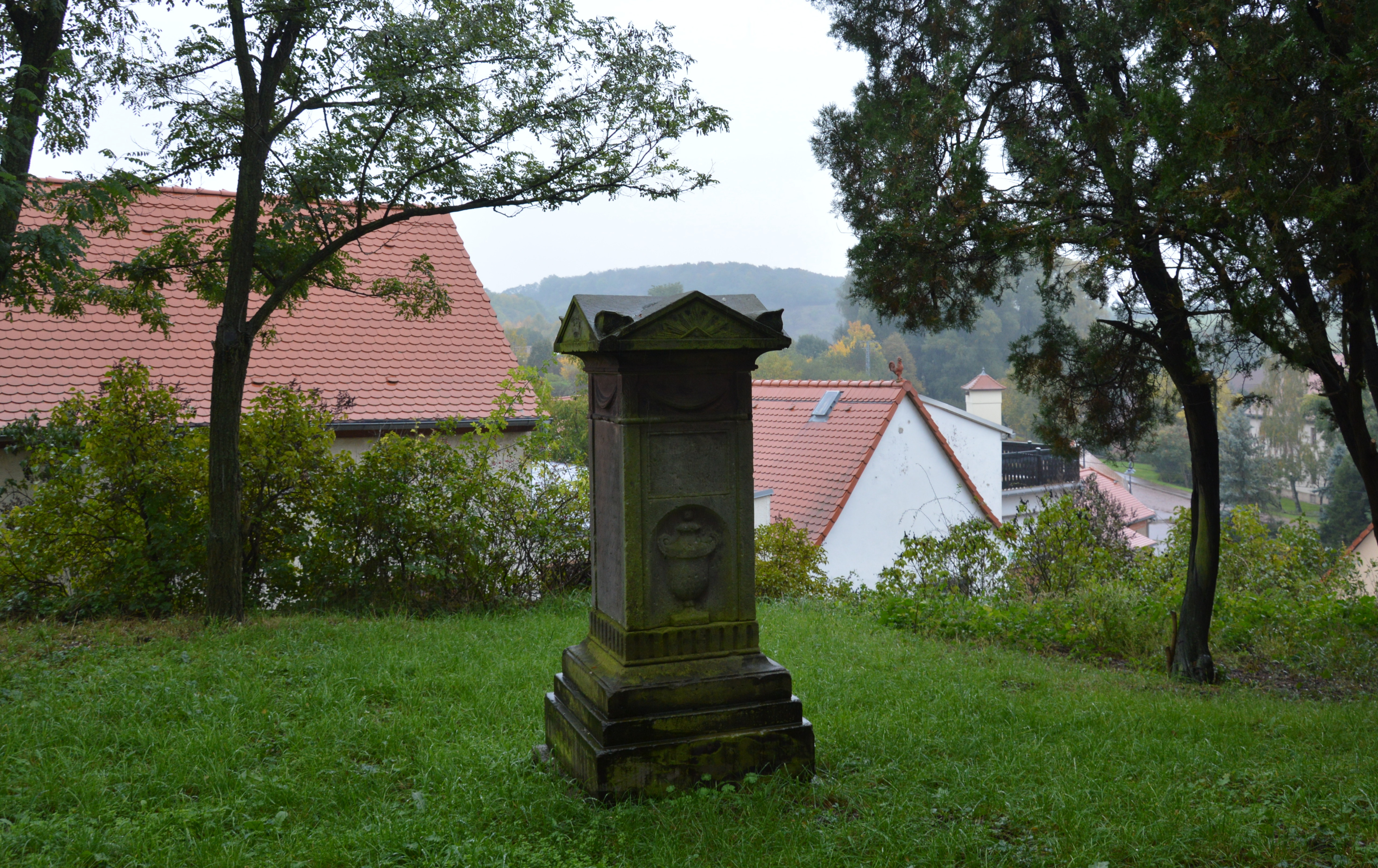
Grabmal

Die Sankt-Johannis-Kirche ist die evangelische Kirche des zur Gemeinde Wettin-Löbejün gehörenden Dorfes Dobis in Sachsen-Anhalt. Sie gehört zum Pfarrsprengel Wettin im Kirchenkreis Halle-Saalkreis der Evangelischen Kirche in Mitteldeutschland.

## Architektur und Geschichte
Die auf einer Erhebung über dem Dorf gelegene, aus Bruchsteinen errichtete Kirche geht in ihrem Kern auf die Romanik zurück und wurde in der Zeit um 1500 nach Osten erweitert. Im 18. Jahrhundert und im Jahr 1908 erfolgten Umbauten. Die Kirche ist einschiffig und verfügt über einen dreiseitigen Ostschluss. Am Polygon befinden sich drei kleine spätgotisch verzierte Vorhangbogenfenster, die übrigen Kirchenfenster sind länglich rechteckig gestaltet. Oberhalb des Westgiebels befindet sich ein hölzerner Turmaufsatz mit querrechteckigem Grundriss, der von einem Zeltdach bedeckt wird. Auf der Südseite befindet sich ein Vorbau. Darüber hinaus befindet sich in der südlichen Wand ein zweiteiliges, romanisches Tympanon. In der Nordwand ist eine vermauerte Pforte aus der Zeit der Spätgotik zu erkennen. 
Das Kircheninnere wird von einer hölzernen Tonnendecke überspannt, die jedoch durch eine später eingefügte Flachdecke verdeckt wird. Ursprünglich bestand eine Hufeisenempore, von der jedoch nur der westliche Teil erhalten ist. Pfarrloge und Taufgestell stammen aus dem 18. Jahrhundert. Deutlich älter ist eine aus der Zeit um 1500 stammende aus Sandstein gefertigte Sakramentsnische. Sie besteht aus einem rundbogigen mit Dreipass versehenen Kielbogenrahmen.
Die Kirche verfügt über drei Glocken. Die älteste und zugleich kleinste Glocke stammt vermutlich bereits aus dem 13. Jahrhundert. Sie hat einen Durchmesser von 44 Zentimetern und ist nicht beschriftet. Die mittlere Glocke stammt von 1414. Sie hat einen Durchmesser von 79 Zentimetern und trägt die Inschrift Hilf Maria A. D. 1414. Auf der größten Glocke befindet sich die Inschrift Dum trahor audita voco vos ad sacra veritra.
Auf dem die Kirche umgebenden Kirchhof stehen drei Grabsteine aus der Zeit des Barock und zwei klassizistisch gestaltete Grabmäler.
Im Denkmalverzeichnis der Gemeinde Wettin-Löbejün ist die Kirche unter der Erfassungsnummer 094 55073 als Baudenkmal eingetragen.